# José Bonifácio de Andrada e Silva (diplomata)
José Bonifácio de Andrada e Silva, o embaixador, (Barbacena, 29 de setembro de 1871 – Rio de Janeiro, 24 de fevereiro de 1954) foi um diplomata, professor, jurista e político brasileiro.
Da terceira geração dos Andradas e terceiro deste nome. Era filho de Antônio Carlos Ribeiro de Andrada (1836–1893) — deputado geral no Império e senador estadual constituinte de Minas Gerais na primeira República — e de Adelaide Duarte de Andrada. Pelo lado paterno era neto do Conselheiro Martim Francisco Ribeiro de Andrada e sobrinho-neto de José Bonifácio de Andrada e Silva, o Patriarca da Independência do Brasil. Era também irmão do presidente Antônio Carlos Ribeiro de Andrada (IV), líder da Aliança Liberal e da Revolução de 1930. Pelo lado de sua mãe descendia do inconfidente José Aires Gomes e era sobrinho do Visconde de Lima Duarte, político no Império. Casou-se com Corina Lafayette de Andrada, filha do Conselheiro Lafayette Rodrigues Pereira, jurisconsulto e político no Império.

## Vida
Iniciou os seus estudos secundários nos Colégios Providência e Abílio, este do Barão de Macaúbas, em Barbacena. Nos últimos anos do império ingressou na Faculdade de Direito de São Paulo, no largo de São Francisco, diplomando-se em 1891. Retornando a Barbacena, jurista e parecerista, dedicou-se à advocacia, atuante no tribunal do júri ficou reconhecido como tribuno eloquente, e ao magistério indo lecionar na Escola Normal de Barbacena, no internato do Ginásio Mineiro onde regeu a cadeira de Geografia e foi diretor do Liceu de Barbacena.
Ingressou na Câmara dos Deputados em 1899, na vaga de Francisco Mendes Pimentel que havia renunciado ao mandato, advogando o exercício gratuito do mandato durante as prorrogações da sessão legislativa; relegeu-se sucessivamente até 1930. Utilizou o nome parlamentar de José Bonifácio. Foi membro das Comissões de Instrução Pública, Justiça e Diplomacia e Finanças Públicas.

### Aliança Liberal
Na Câmara exerceu a liderança da representação mineira e durante a campanha da Aliança Liberal em 1929, organizada por seu irmão Antônio Carlos Ribeiro de Andrada, foi líder parlamentar da bancada liberal, ao lado de João Neves da Fontoura, em oposição às candidaturas de Júlio Prestes e Vital Soares à sucessão de Washington Luís e Fernando de Melo Viana na presidência e vice-presidência da República. Por esta época desenvolveu intensa atividade jornalística na imprensa carioca sob o pseudônimo de Timamdro a favor da candidatura de
Getúlio Vargas.
Em memorável discurso em 5 de agosto de 1929, no Palácio Tiradentes, no Rio de Janeiro, lançou as bases e os fundamentos da Aliança Liberal e formalizou o rompimento político das Bancadas de Minas Gerais, Rio Grande do Sul e Paraíba com o governo federal. Era a primeira vez, na repúlica, que se formava um bloco parlamentar de oposição formal ao governo. Perseguido durante a Revolução de 1930 asilou-se na embaixada da Argentina.
Nas suas memórias João Neves da Fontoura, assim, a ele se referiu: "Na tribuna, José Bonifácio conquistava logo a atenção do auditório, pelo porte desempenado a que as barbas já grisalhas emprestavam o aspecto de político do império. Notòriamente, pertencia ao número dos que escreviam os seus discursos de maior responsabilidade e o reproduzia de cor, sem omissão de uma palavra."
Humberto Campos, seu adversário da Aliança Liberal, assim o descreve em Fragmentos de um Diário:
"Na Câmara, as galerias repletas, José Bonifácio assoma à tribuna, que fica à esquerda do Presidente, para proferir o seu anunciado discurso de rompimento com o Governo, em nome das Bancadas de Minas Gerais, Rio Grande do Sul e da Paraíba. É uma figura impressionante de orador antigo, de estatura comum, robusto, pálido, usando barba à nazarena, barba negra, entremeada de branco. Tem a voz forte, segura, de tenor sem escola e um surdo de frase que empresta importância às afirmações mais vulgares. Dicção clara, adjetivação apropriada e imediata, é o orador por excelência para as platéias políticas e populares. O cabelo para trás, deixando à mostra grande extensão da testa, que o suor aflora, os olhos negros e vivos dão-lhe qualquer coisa de messiânico, de profético."
De fato profetizava o confronto que viria. Na sua peroração a este discurso José Bonifácio concluía:
"A responsabilidade pela luta que se travar, a responsabilidade nesta campanha cívica, cujas conseqüências, como disse, são imprevisíveis, esta responsabilidade toda ela deve correr por conta do Presidente da República que não teve a serenidade precisa para ver que seu ex-ministro da Fazenda, prestando serviços ao seu Governo, era candidato perfeitamente aceitável por S. Exa., como pelos governadores, cujo apoio pleiteou em favor do seu candidato."

### Diplomata
Em 1924 foi embaixador extraordinário do Brasil no Peru, por ocasião das comemorações do centenário de Ayacucho. Em 1926 e 1928 foi delegado à Conferência Interparlamentar do Comércio em Londres e Paris, respectivamente. Em 1931 foi nomeado embaixador em Lisboa, por essa época granjeou a admiração e amizade de Júlio Dantas dentre outras personalidades e da intelectualidade portuguesa. Nessa ocasião teve atuação decisiva para a realização do Acordo Ortográfico entre Brasil e Portugal.
Sobre ele afirmou Júlio Dantas na Academia de Lisboa: "A Academia não esquece o valioso concurso por V. Exa. prestado nas negociações do Acordo Ortográfico de 30 de abril de 1931, verdadeiro instrumento diplomático que assegurou, na sua expressão escrita, a unidade intercontinental da língua portuguesa e que os governos de ambos os países, sem demora ratificaram."
Em 1933 assumiu a embaixada brasileira em Buenos Aires, por essa ocasião foi delegado brasileiro no grupo mediador e na Conferência de Paz entre Bolívia e Paraguai e vice-presidente da Conferência Comercial Pan-Americana. A seguir foi nomeado embaixador do Brasil junto à Santa Sé no Pontificado de Pio XI, sendo Secretário de Estado o Cardeal Eugênio Pacelli, mais tarde Papa Pio XII.

### Atividades culturais
Era membro do Instituto Histórico e Geográfico Brasileiro, das Sociedades de Geografia do Rio de Janeiro e de Lisboa, do Instituto Geográfico da Paraíba do Norte, do Instituto Geográfico do Pará, membro correspondente do Ateneu Ibero-Americano, sócio honorário permanente do Instituto Brasileiro de Cultura, presidente honorário da Câmara de Comércio Argentino-Brasileira, membro honorário da Federação Argentina de Colégios de Advogado, sócio correspondente da Junta de História e Numismática de Buenos Aires, membro da Comissão de Honra da Quarta Conferência Nacional de Advogados em Tucumam, república Argentina.
Foi condecorado pelos governos do Peru com a Grã-Cruz da Ordem do Sol, de Portugal com a Grã-Cruz da Ordem de Cristo e da Bolívia com a Grã-Cruz da Ordem do Condor dos Andes e com as Palmas de Ouro, primeira classe, da Academia de Ciências de Lisboa e a Grã-Cruz da Santa Sé.
Por ocasião da sua morte a Sociedade Brasileira de Direito Internacional reuniu-se para homenageá-lo, nessa ocasião dele disse Alcino Salazar: "É que a existência do Andrada que por último despareceu, como a de outros tantos de sua apurada linhagem, está íntima e indissoluvelmente encadeada à história da Nação. A fase republicana em nossa evolução de povo livre não se descreve nem se estuda sem que se assinalem as projeções e a ifluência e a marca de seu pensamento, do seu civismo e da sua atividade construtiva e altruística."

## Obras
- O Patriarca da Independência, José Bonifácio de Andrada e Silva. Brasília, vol. 166.
- O Inconfidente José Aires Gomes.
- Uma fazenda histórica - Borda do Campo. Revista do Instituto Histórico e Geográfico Brasileiro, tomo 72, parte II. Rio de Janeiro: Imprensa Nacional, 1910.
- Bahia e alguns de seus grandes filhos parlamentares e políticos.
- Grandes vultos mineiros – Rio, Jornal do Comércio.
- Anotações e atualizações às obras Direito de Família e Direito da Coisas, de Lafayette Rodrigues Pereira